# マーラー測度
数学では、複素数係数の多項式 {\displaystyle p(x)\in \mathbb {C} [x]} のマーラー測度(Mahler measure) {\displaystyle M(p)} は、
{\displaystyle M(p)=\lim _{\tau \rightarrow 0}\|p\|_{\tau }=\exp \left({\frac {1}{2\pi }}\int _{0}^{2\pi }\ln(|p(e^{i\theta })|)\,d\theta \right)}
と定義する。  
ここに
{\displaystyle ||p||_{\tau }=\left({{\frac {1}{2\pi }}\int _{0}^{2\pi }|p(e^{i\theta })|^{\tau }\,d\theta }\right)^{1/\tau }\,}
は、 {\displaystyle p} のLτノルムである（これは {\displaystyle \tau <1} の値の本来のノルムではないのであるが）。
イエンセンの公式により、
{\displaystyle p(z)=a(z-\alpha _{1})(z-\alpha _{2})\cdots (z-\alpha _{n})}
であれば、
{\displaystyle M(p)=|a|\prod _{i=1}^{n}\max\{1,|\alpha _{i}|\}=|a|\prod _{|\alpha _{i}|\geq 1}|\alpha _{i}|.}
であることを示すことができる。
代数的数 {\displaystyle \alpha } のマーラー測度は、{\displaystyle \mathbb {Q} } 上の {\displaystyle \alpha } の最小多項式のマーラー測度として定義される。
マーラー測度は、クルト・マーラー(Kurt Mahler)にちなんで命名されている。

## 性質
- マーラー測度(Mahler measure)は乗法的、つまり、{\displaystyle M(p\,q)=M(p)\cdot M(q).}
- （クロネッカーの定理）{\displaystyle p} が {\displaystyle M(p)=1} なる整数係数の既約なモニック多項式であれば、{\displaystyle p(z)=z} であるか、もしくは {\displaystyle p} は円分多項式である。
- レーマーの予想は、定数 {\displaystyle \mu >1} が存在して、{\displaystyle p} が整数係数の既約多項式であれば、{\displaystyle M(p)=1} かまたは、{\displaystyle M(p)>\mu } であるという予想である。
- 整数係数のモニック多項式のマーラー測度は、ペロン数（英語版）(Perron number)である。

## 高次元マーラー測度
多変数の多項式 {\displaystyle p(x_{1},\ldots ,x_{n})\in \mathbb {C} [x_{1},\ldots ,x_{n}]} のマーラー測度 {\displaystyle M(p)} は、次の公式により同じように定義される。
{\displaystyle M(p)=\exp \left({\frac {1}{(2\pi )^{n}}}\int _{0}^{2\pi }\int _{0}^{2\pi }\cdots \int _{0}^{2\pi }\log {\Bigl (}{\bigl |}p(e^{i\theta _{1}},e^{i\theta _{2}},\ldots ,e^{i\theta _{n}}){\bigr |}{\Bigr )}\,d\theta _{1}\,d\theta _{2}\cdots d\theta _{n}\right).}
多変数のマーラー測度は、一変数のマーラー測度の上記 3つの性質を持っている。（{\displaystyle m(P)=\log {M(P)}} もマーラー測度と呼ぶ。）
ある場合には、多変数のマーラー測度はゼータ函数やL-函数の特殊値と関係を持つことが示されている。たとえば、1981年、クリス・スミス(Chris Smyth)は、次の式を証明した。
{\displaystyle m(1+x+y)={\frac {3{\sqrt {3}}}{4\pi }}L(\chi _{-3},2)}
ここに、{\displaystyle L(\chi _{-3},s)} はディリクレのL-函数であり、また
{\displaystyle m(1+x+y+z)={\frac {7}{2\pi ^{2}}}\zeta (3)} ,
ここに、{\displaystyle \zeta } はリーマンゼータ函数である。この公式では、2変数、および 3変数の多項式のマーラー測度が、それぞれ、二重対数函数(dilogarithm)や三重対数函数 (trilogarithm) と関連付けられる。ここで、これらの式を他の導手へ一般化することができるかと問うことができる。つまり、各々の負の判別式 {\displaystyle -f} に対し、多項式 {\displaystyle P_{f}(x,y)\in \mathbb {Z} [x,y]} と 0 でない {\displaystyle r_{f}\in \mathbb {Q} } が存在し、
{\displaystyle m(P_{f})=r_{f}d_{f}\ ,}
とすることができるであろうか。ここに {\displaystyle d_{f}={\frac {f{\sqrt {f}}}{4\pi }}L(\chi _{-f},2)} とする。さらに一般的に、ある場合には、複素埋め込みをペアで持つ二次体 {\displaystyle F} が与えられたとき、マーラー測度は、一般化された {\displaystyle F} の判別式、ゼータ函数 {\displaystyle \zeta _{F}(z)} の特殊値、有理数の積として表すことができるであろうか？

### いくつかの結果(Lawton and Boyd)
定義よりマーラー測度は、トーラスの上の多項式の積分値とみなすことができる（レーマーの予想を参照）。{\displaystyle p} がトーラス {\displaystyle (S^{1})^{n}} 上で 0 となるとすると、マーラー測度 {\displaystyle M(p)} を定義する積分の収束は明白とはいえないが、ロートン(Lawton)は {\displaystyle M(p)} が一変数マーラー測度の極限に等しくなることを証明した。この予想はダヴィッド・ウィリアム・ボイド(David William Boyd)により予想されていた。
この定式化は次のようになる。{\displaystyle \mathbb {Z} } で整数全体の集合を表し、すべての {\displaystyle j(1\leq j\leq N)} に対し、{\displaystyle \mathbb {Z} _{+}^{N}=\{r=(r_{1},\dots ,r_{N})\in \mathbb {Z} ^{N}:r_{j}\geq 0} と定義する。{\displaystyle Q(z_{1},\dots ,z_{N})} を {\displaystyle N} 変数の多項式とし、{\displaystyle r=(r_{1},\dots ,r_{N})\in \mathbb {Z} _{+}^{N}} に対し、一変数の多項式 {\displaystyle Q_{r}(z)} を
{\displaystyle Q_{r}(z):=Q(z^{r_{1}},\dots ,z^{r_{N}})}
と定義し、{\displaystyle q(r)} を
{\displaystyle q(r):={\text{min}}\{H(s):s=(s_{1},\dots ,s_{N})\in \mathbb {Z} ^{N},s\neq (0,\dots ,0)\ {\text{and}}\ \sum _{j=1}^{N}s_{j}r_{j}=0\}}
と定義する。ここに {\displaystyle H(s)={\text{max}}\{|s_{j}|:1\leq j\leq N\}} である。すると
Theorem (Lawton) : {\displaystyle Q(z_{1},\dots ,z_{N})} を複素数係数の N 変数の多項式とすると、極限
{\displaystyle \lim _{q(r)\rightarrow \infty }M(Q_{r})=M(Q)}
を定義できる（たとえ条件 {\displaystyle r_{i}\geq 0} を緩めても成立する）。

### ボイドの提示
ボイドは上の定理よりも一般的なステートメントを提示していて、現在も完全に証明されてはいない。彼は次のことを指摘した。すべての根を単位円板の中にあるような整数係数のモニック多項式を特徴付ける古典的なクロネッカーの定理は、マーラー測度がちょうど 1 であるような一変数多項式を特徴づけていると見なすことができ、この結果は多変数の多項式にも適用できる。
Theorem (Boyd) : {\displaystyle F(z_{1},\dots ,z_{n})} を整数係数の多項式とすると、{\displaystyle M(F)=1} であることと、{\displaystyle F} が {\displaystyle K_{n}} の元であることとは同値である。この {\displaystyle K_{n}} の元は「拡張された円分多項式」と呼ばれ、次の形で定義される。
{\displaystyle \Psi (z)=z_{1}^{b_{1}}\dots z_{n}^{b_{n}}\Phi (z_{1}^{v_{1}},\dots ,z_{n}^{b_{n}})\ .}
ここに、{\displaystyle \Phi _{m}(z)} は m 次既約多項式でり、{\displaystyle v_{i}} は整数、{\displaystyle b_{i}=\operatorname {max} (0,-v_{i}\operatorname {deg} \Phi _{m})} は {\displaystyle \Psi (z)} が {\displaystyle z_{i}} の多項式となるような最小な整数として選択される。各々の {\displaystyle n} に対し、{\displaystyle K_{n}} は積 {\displaystyle \pm z_{1}^{c_{1}}\dots z_{n}^{c_{n}}} として選択され、拡張円分多項式である。
このことより、多項式 {\displaystyle P(z)} に対し、
{\displaystyle L_{n}:=\{m(P(z_{1},\dots ,z_{n}):P\in \mathbb {Z} [z]\}\ ,}
が定義され、集合 {\displaystyle \mathbb {L} =\bigcup _{n=1}^{\infty }L_{n}} をその極限とする。また彼は、集合 {\displaystyle \mathbb {L} } が閉であることも予想した。このことは、レーマーの予想の単純な証明を与えるのではあるが、なんら下界が明白ではない。上記、スミス(Smyth)の結果は {\displaystyle L_{1}\subsetneqq L_{2}} であることを示唆していて、彼は
{\displaystyle L_{1}\subsetneqq L_{2}\subsetneqq \ \cdots }
であることも予想しているが、知られる限りでは、現在、この予想は未解決である。（ロートンの極限定理は、レーマー予想の肯定的な条件付き証明の中では、最も一般的である。）